# Centre commercial Opkorn
Le centre commercial Opkorn est le premier centre commercial de Differdange, troisième commune du Luxembourg. 
Opkorn vient de « op Korn » et signifie « sur la Chiers », du nom de la rivière qui passe à l’arrière, dans le parc de la Chiers.
Son ouverture a lieu le 26 octobre 2017. Elle devrait générer 270 nouveaux emplois dans la commune.

## Localisation
Le centre commercial Opkorn se trouve sur le Plateau du Funiculaire (ancien site de l’Arbed), à l’entrée du centre-ville de Differdange, à proximité des localités Oberkorn et Fousbann, et juste à côté de la future Ecole européenne et de la gare de Differdange. 
Opkorn fait partie du nouveau quartier Arboria, qui comprend également le développement de 650 logements neufs.

## Offre commerciale
Le centre commercial Opkorn accueille 1 hypermarché Auchan, 30 boutiques (dont 3 kiosques) et 5 restaurants.

### Hypermarché
Auchan est le locataire principal du centre commercial avec 9 430 m2 de surface de vente.

### Boutiques
La galerie accueillera des enseignes de beauté, de prêt-à-porter et de services. Pour l’heure, en plus d’Auchan, seuls 2 noms ont été annoncés : la boulangerie Paul et le coiffeur Franck Provost .

### Restauration
5 restaurants

## Architecture
L’architecture du bâtiment a été confiée au bureau d’architecture luxembourgeois Moreno Architecture & Associés, qui a choisi d’insérer des bardages métalliques en façade, en référence à l’histoire sidérurgique de la région. 
En termes de construction durable, le centre respecte une série de critères s’intégrant dans la certification environnementale BREEAM.

## Dates clés
- 18 juin 2015 : signature de l’autorisation de construire par le bourgmestre de Differdange
- 1er mars 2016 : début de la construction[7]
- 12 mai 2016 : cérémonie de la pose de la 1re pierre[8]
- 26 octobre 2017 : ouverture